# Солотвино-Лікарня
Соло́твино-Ліка́рня — пасажирський залізничний зупинний пункт Ужгородської дирекції Львівської залізниці.
Розташований на півночі смт Солотвино, Тячівський район Закарпатської області на лінії Батьово — Солотвино І між станціями Тересва (14 км) та Солотвино ІІ (1 км).
Станом на серпень 2019 року щодня три пари дизель-потягів прямують за напрямком Батьово/Дяково — Солотвино I.